# MG 08
Maschinengewehr 08 neboli MG 08 (08 = rok vzniku 1908) je vodou chlazený typ těžkého kulometu ráže 7,92, který používala německá armáda zejména v první světové válce. MG 08 se vyráběl v mnoha variantách, z nichž nejznámější byla MG 08/15. MG 08 zůstaly ve službě i do druhé světové války, hlavně z důvodu nedostatku jeho nástupce, modelu MG34 a vyřazeny byly až v roce 1942.

## Historie
MG 08 vznikl postupným vývojem z původního kulometu H. S. Maxima z roku 1885, na  který zakoupila licenci zbrojovka DWM a dále jej vylepšovala. První modely nesly označení MG 01 a MG 03. Model 08 vyvinutý v roce 1908 se vyráběl v továrně v berlínské čtvrti Spandau. MG 08 byl vodou chlazený a byl montován na lafetě. Na začátku první světové války disponovala německá armáda  4 918 kusy kulometů systému Maxim. Většinu tvořil model 08 (4 411 kusů), MG 01 (398 kusů) a MG 99 (18 kusů). Vzhledem k velké hmotnosti vodou chlazeného kulometu nebylo možné rychleji měnit palebné postavení kulometu a ten nemohl postupovat spolu s útočící pěchotou a podporovat ji v útoku. Zároveň čtyřčlenný tým obsluhující kulomet představoval na bojišti poměrně velký cíl. Kulomet MG 08 taky byl vhodný pouze k statickému defenzivnímu boji. Na začátku války německá armáda na rozdíl od spojenců nedisponovala lehkými kulomety (kromě malého množství kulometů Madsen). Velení německé armády si bylo vědomo potřeby okamžité masové produkce lehkých kulometů. Možností bylo zahájit vývoj nového lehkého kulometu, jehož vývoj ale mohl zabrat delší čas a zároveň nebo jisté, že se jeho výroba poté rychle rozběhne. Proto bylo zvoleno upravit stávající kulomet MG 08 do podoby lehkého kulometu, který byl již vyzkoušený, a bylo snadnější jeho produkci rychle rozšířit, navíc vojáci byli již na jeho obsluhu zvyklí. Dodatečná označení -/15 -/16 -/17 -/18 určují rok inovace a zavedení modelu. Speciálně pro stíhací letadla byly vyvinuty mnohem lehčí vzduchem chlazené verze lMG 08 a lMG 08/15 (l z německého luftkampf). První modifikace následující v roce 1915, byla lehčí MG 08/15 na dvojnožce, s opěrkou ramene a pistolovou rukojetí. Podle továrny se také nazýval Spandau M1908/15. 
Koncem války začala výroba verze 08/18s vzduchem chlazenou hlavní. Tato verze vážila bez zásobníku jen 11,8 kg. Do konce války bylo vyrobeno asi jen 1200 kusů.
Německý průmysl vyrobil téměř 130 000 MG 08, z toho nejvíce verze 08/15.

## Varianty

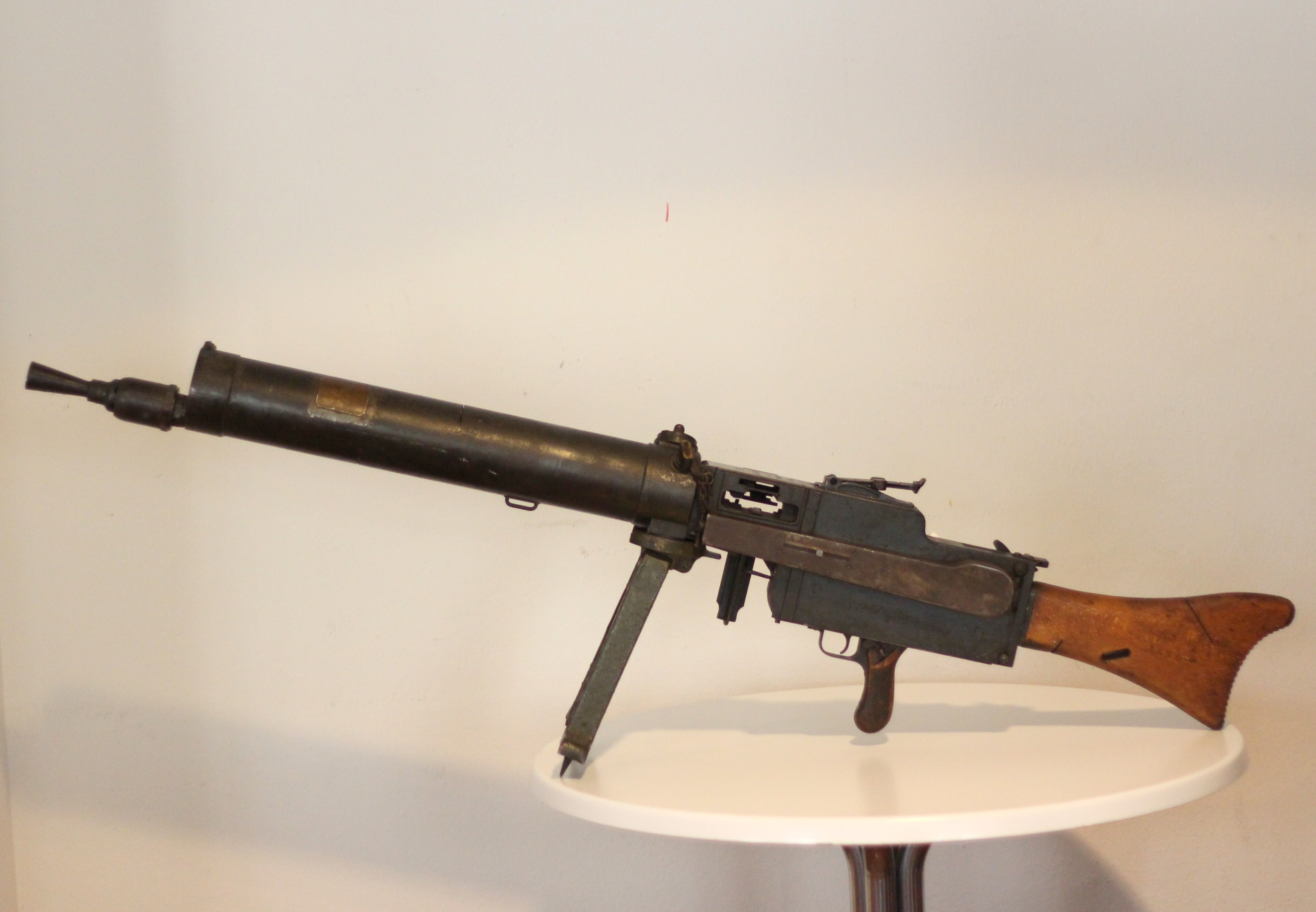
MG 08/15

### MG 08/15
MG 08/15 byla odlehčenou verzí standardní verze, která plnila funkci lehkého kulometu. Odlehčení zbraně bylo docíleno ztenčením stěn pouzdra závěru a zmenšením velikosti vodního chladiče, nově tak kulomet chladily 3 litry vody místo 4. Hlavní změnou na zbrani patrnou již na první pohled bylo přidání ramenní opěrky, pistolové rukojeti a masivní dvojnožky s hroty bez možnosti sklopení nebo dalšího nastavení. Tato verze byla vybavena vylepšenou verzí zesilovače zpětného rázu. Závěrový systém zůstal stejný jako Maxim´08 ale byl umístěný v přepracovaném pouzdře závěru, ze kterého byly "vykrojeny" části, které nebyly při činnosti využívány. Na pravé straně zbraně se nacházel záchyt pro schránku, ve které byl navinut tkaný nábojový pás o kapacitě 100 ran. Dvojnožka byla umístěna ve středu zbraně v jejím těžišti, to na jednu stranu umožňovalo střelci rychle měnit odměr zbraně. Na druhou stranu toto umístění způsobovalo při střelbě kývání zbraně dopředu a dozadu, které se projevovalo velkým rozptylem.

## Konstrukce
Kulomet Maxim fungoval na principu krátkého zákluzu hlavně a uzamčení závěru bylo provedeno kloubovým mechanismem. Zbraň střílela z uzavřeného závěru (tj. po každém výstřelu se závěr nacházel v přední pozici s nábojem v komoře). Na pravé straně se nacházela otočná napínací páka, která se pohybovala zároveň s každým výstřelem. Náboje byly do zbraně podávány z pravé strany látkovým nábojovým pásem. Na levém boku zbraně se nacházela jako u všech zbraní systému Maxim tažná vratná pružina uložená pod krytem.